# Şişli

Şişli Isztambul térképén

Şişli [ejtsd: sisli] Isztambul tartomány egyik európai oldalon fekvő körzete, népessége 2008-ban 314 684 fő volt. Itt található Isztambul egyik pénzügyi központja, Maslak, a népszerű szórakozónegyed, Nişantaşı, illetve a Galatasaray SK stadionja, az Ali Sami Yen Stadion.
Şişli a 19. századig alig lakott terület volt, főképp kerteknek adott helyet. A 19. században több gyár épült itt, köztük egy sörgyár is. Az 1870-es nagy beyoğlui tűzvészkor fedél nélkül maradt levanteiek kezdték el benépesíteni. A fellendülés a huszadik században kezdődött, amikor megépült a Taksim–Şişli villamospálya, és Beyoğlu után ez volt a második kerület, mely élvezhette az elektromos áram és a földgáz előnyeit. Az 1930-as években több új gyár is települt ide, például a Mecidiyeköy Likőr- és Konyakgyár. Az 1970-es évekre a kerület népessége meghaladta a 100 000 főt.